# Pierre Dubreuil (photographe)
Pour les articles homonymes, voir Pierre Dubreuil et Dubreuil.
Pierre Dubreuil, né le 5 mars 1872 à Lille et mort le 9 janvier 1944 à Grenoble, est un photographe français.

## Biographie
Pierre Dubreuil naît dans une famille aisée établie dans le commerce des papiers peints. Il entre en 1888 au collège jésuite Saint-Joseph de Lille et commence à pratiquer la photographie avec une chambre noire demi-plaque à l'âge de seize ans. Après trois ans dans les Dragons à Saint-Omer, il collabore avec le photographe Louis-Jean Delton, spécialiste des sujets hippiques. En 1891, Pierre Dubreuil devient membre de la Société photographique de Lille. Il y rencontre Robert Pauli qui l'initiera à certaines techniques de tirage comme le charbon et le platine. 
De 1896 à 1903, sa renommée dans le monde de la photographie pictorialiste s'accroît. En France, le Photo-club de Paris accepte en 1896 cinq de ses épreuves. En 1900, le Linked Ring Brotherhood de Londres l'admet parmi ses membres puis une photo est publiée dans Camera Notes (en), la revue d'Alfred Stieglitz. Dubreuil séjourne à Londres en 1901 pour étudier le paysage. Il quittera la prestigieuse association en 1908. En s'installant en 1902 pour deux ans à Paris, Dubreuil se concentre sur le thème de la ville et photographie les monuments de la capitale.
Il utilise dès 1904 le procédé Rawlins aux encres grasses qui deviendra son procédé de prédilection et qu'il utilisera jusque dans les années 1930. Il fait parvenir à Alfred Stieglitz en 1910 douze épreuves. Aucune ne sera publiée dans Camera Work, mais six d'entre elles vont être présentées, à son insu, à l'Exposition internationale à la galerie Albright de Buffalo. 
Pendant la Première Guerre mondiale, il est enrôlé comme ambulancier et sa maison est pillée avec une bonne partie de son matériel photographique. Dubreuil ne reprendra sa carrière de photographe qu'en 1923, en Belgique où il devient membre de l'Association belge de photographie, créée en 1874. Il publie plusieurs textes relatifs à la technique et à l'esthétique photographiques et participe à de nombreuses expositions. En 1935, la Royal Photographic Society de Londres lui consacre une rétrospective comprenant cent cinquante œuvres.